# Чемпионат Беларуси по футболу 2022
Беларусбанк — Чемпионат Республики Беларусь по футболу 2022 — 32-й чемпионат среди белорусских команд в Высшей лиге, который проводился с 18 марта по 19 ноября 2022 года.

## Регламент
В чемпионате принимали участие 16 команд. Турнир проходил в два круга (30 туров). Команды, которые заняли 15-е и 16-е места в Высшей лиге, выбывали в Первую лигу. Клубы, занявшие 1-е и 2-е места в Первой лиге, получали право на выход в Высшую лигу.
Команда Высшей лиги, занявшая 14-е место в чемпионате, проводила два переходных матча (на своём и чудом полях) с командой, занявшей 3-е место в Первой лиге. Победитель переходных матчей получал право на участие в Высшей лиге в 2023 году.

## Изменения по сравнению с предыдущим сезоном
Клубы, вышедшие в Высшую лигу по итогам сезона 2021:
- «Арсенал» (Дзержинск) — 1-е место в Первой лиге сезона 2021, дебютант Высшей лиги.
- «Белшина» (Бобруйск) — 2-е место в Первой лиге сезона 2021.
- «Днепр-Могилёв» — 5-е место в Первой лиге сезона 2021, в связи со снятием брестского «Руха».

Клубы, покинувшие Высшую лигу по итогам сезона 2021:
- «Рух» (Брест) — 5-е место в Высшей лиге сезона 2021, выбывание во Вторую лигу из-за сложного финансового положения.
- «Сморгонь» — 15-е место в Высшей лиге сезона 2021.
- «Спутник» (Речица) — 16-е место в Высшей лиге сезона 2021, расформирован.

## Участники

### Представительство по регионам
В 32-м чемпионате Беларуси приняли участие следующие футбольные клубы:
| Регион              | Кол-во команд | Клубы |
| ------------------- | ------------- | --- |
| Минская область     | 6             | Арсенал (Дзержинск), БАТЭ (Борисов), Ислочь (Минский район), Слуцк, Торпедо-БелАЗ (Жодино), Шахтёр (Солигорск) |
| Минск               | 3             | Динамо, Минск, Энергетик-БГУ                                                                                   |
| Гомельская область  | 2             | Гомель, Славия-Мозырь                                                                                          |
| Могилёвская область | 2             | Днепр-Могилёв, Белшина (Бобруйск)                                                                              |
| Брестская область   | 1             | Динамо-Брест                                                                                                   |
| Витебская область   | 1             | Витебск |
| Гродненская область | 1             | Неман (Гродно)                                                                                                 |

### Тренеры и капитаны
| Клуб          | Главный тренер      | Капитан           | Отставки тренеров                                                 |
| ------------- | ------------------- | ----------------- | ----------------------------------------------------------------- |
| Арсенал       | Павел Кирильчик     | Дмитрий Осипенко  |                                                                   |
| БАТЭ          | Кирилл Альшевский   | Яков Филипович    | Александр Михайлов (после 17-го тура)                             |
| Белшина       | Альберт Рыбак       | Илья Васильев     |                                                                   |
| Гомель        | Владимир Невинский  | Игорь Костров     |                                                                   |
| Витебск       | Сергей Ясинский     | Артём Скитов      | Евгений Чернухин (после 17-го тура)                               |
| Динамо-Брест  | Андрей Прокопюк     | Эдгар Олехнович   | Сергей Ковальчук (после 9-го тура)                                |
| Динамо        | Артём Челядинский   | Сергей Кисляк     |                                                                   |
| Днепр-Могилёв | Евгений Молчан      | Дмитрий Терещенко | Евгений Молчан (после 14-го тура) Юрий Лукашов (после 20-го тура) |
| Ислочь        | Артём Радьков       | Руслан Лисакович  |                                                                   |
| Минск         | Вадим Скрипченко    | Антон Шрамченко   |                                                                   |
| Неман         | Игорь Ковалевич     | Валерий Жуковский |                                                                   |
| Славия-Мозырь | Иван Биончик        | Георгий Бугулов   | Михаил Мартинович (после 26-го тура)                              |
| Слуцк         | Александр Гуринович | Илья Брановец     | Александр Бразевич (после 19-го тура)                             |
| Торпедо-БелАЗ | Дмитрий Молош       | Андрей Хачатурян  |                                                                   |
| Шахтёр        | Милич Чурчич        | Сергей Политевич  | Иван Биончик (после 3-го тура) Сергей Ташуев (после 22-го тура)   |
| Энергетик-БГУ | Павел Роднёнок      | Александр Свирепа |                                                                   |

## Стадионы
| Динамо               | Минск                    | Гомель              | БАТЭ                     | Динамо-Брест            |
| -------------------- | ------------------------ | ------------------- | ------------------------ | ----------------------- |
| «Динамо», Минск      | «Трактор», Минск         | Центральный, Гомель | «Борисов-Арена», Борисов | ГОСК «Брестский», Брест |
| Вместимость: 22 246  | Вместимость: 17 600      | Вместимость: 14 307 | Вместимость: 13 126      | Вместимость: 10 169     |
|                      |                          |                     |                          |                         |
| Неман                | Витебск                  | Торпедо-БелАЗ       | Энергетик-БГУ            | Славия-Мозырь           |
| ЦСК «Неман», Гродно  | ЦСК «Витебский», Витебск | «Торпедо», Жодино   | СОК «Олимпийский», Минск | «Юность», Мозырь        |
| Вместимость: 8800    | Вместимость: 8144        | Вместимость: 6524   | Вместимость: 1500        | Вместимость: 5253       |
|                      |                          |                     |                          |                         |
| Ислочь               | Шахтёр                   | Белшина             | Слуцк                    | Арсенал                 |
| Городской, Молодечно | «Строитель», Солигорск   | «Спартак», Бобруйск | Городской, Слуцк         | «Городея», Городея      |
| Вместимость: 4800    | Вместимость: 4200        | Вместимость: 3700   | Вместимость: 1896        | Вместимость: 1625       |
|                      |                          |                     |                          |                         |

## Итоговая таблица
| Поз | Команда                | И  | В  | Н  | П  | МЗ | МП | РМ  | О  | Квалификация или выбывание               |
| --- | ---------------------- | -- | -- | -- | -- | -- | -- | --- | -- | ---------------------------------------- |
| 1   | Шахтёр (Солигорск)     | 30 | 20 | 5  | 5  | 55 | 17 | +38 | 62 |                                          |
| 2   | Энергетик-БГУ (Минск)  | 30 | 18 | 6  | 6  | 50 | 27 | +23 | 60 |                                          |
| 3   | БАТЭ (Борисов)         | 30 | 16 | 11 | 3  | 51 | 21 | +30 | 59 | 1-й квал. раунд Лиги чемпионов 2023/24   |
| 4   | Динамо (Минск)         | 30 | 16 | 11 | 3  | 50 | 25 | +25 | 59 | 1-й квал. раунд Лиги конференций 2023/24 |
| 5   | Ислочь (Минский район) | 30 | 16 | 6  | 8  | 51 | 33 | +18 | 54 |                                          |
| 6   | Минск                  | 30 | 12 | 8  | 10 | 47 | 43 | +4  | 44 |                                          |
| 7   | Гомель                 | 30 | 12 | 7  | 11 | 36 | 37 | −1  | 43 |                                          |
| 8   | Торпедо-БелАЗ (Жодино) | 30 | 11 | 10 | 9  | 35 | 32 | +3  | 43 |                                          |
| 9   | Неман (Гродно)         | 30 | 9  | 13 | 8  | 39 | 36 | +3  | 40 | 1-й квал. раунд Лиги конференций 2023/24 |
| 10  | Славия-Мозырь          | 30 | 10 | 7  | 13 | 42 | 46 | −4  | 37 |                                          |
| 11  | Слуцк                  | 30 | 7  | 11 | 12 | 26 | 41 | −15 | 32 |                                          |
| 12  | Белшина (Бобруйск)     | 30 | 6  | 12 | 12 | 37 | 50 | −13 | 27 |                                          |
| 13  | Динамо-Брест           | 30 | 5  | 12 | 13 | 29 | 43 | −14 | 27 |                                          |
| 14  | Арсенал (Дзержинск)    | 30 | 5  | 8  | 17 | 18 | 42 | −24 | 23 | Переходные матчи                         |
| 15  | Витебск                | 30 | 4  | 10 | 16 | 28 | 49 | −21 | 22 | Выбывание в Первую лигу                  |
| 16  | Днепр-Могилёв          | 30 | 3  | 3  | 24 | 21 | 73 | −52 | 12 | Выбывание в Первую лигу                  |

13.3. Команда, набравшая большее количество очков, располагается в текущей и итоговой турнирной таблице выше команды, набравшей меньшее количество очков. В случае равенства очков у двух или более команд места команд в таблице чемпионата определяются:
− по результатам игр между собой (число очков, разность забитых и пропущенных мячей, число забитых мячей);
− по лучшей разности забитых и пропущенных мячей во всех матчах чемпионата;
− по большему числу побед во всех матчах чемпионата;
− по большему числу забитых мячей во всех матчах чемпионата.
13.3.1. Для команд высшей лиги при определении первого места при равенстве очков у двух и более команд назначается дополнительный матч или турнир в один круг между этими командами.
13.3.2. Для остальных команд высшей лиги при абсолютном равенстве всех указанных показателей места в итоговой турнирной таблице определяются жребием.

1. ↑  Решением Комитета по контрольно-дисциплинарным и по этическим вопросам АБФФ солигорский «Шахтёр» лишён звания чемпиона 2022 года в связи с организацией договорных матчей, а также осуществлением неправомерного финансового стимулирования. Результат матча 30-го тура «Белшина» — «Шахтёр» — 1:4 был аннулирован (обеим командам присуждено техническое поражение -:-). Кроме того, клуб лишён 30 очков в чемпионате 2023 года и 20 очков — в чемпионате 2024 года[1].
2. ↑  Решением Комитета по контрольно-дисциплинарным и по этическим вопросам АБФФ минский «Энергетик-БГУ» лишён серебряных медалей чемпионата 2022 года. Кроме того, клуб лишён 20 очков в чемпионате 2023 года и 10 очков — в чемпионате 2024 года[1].
3. 1 2  Разница мячей: БАТЭ — +30, Динамо — +25.
4. 1 2  Очки в личных встречах: Гомель — 4, Торпедо-БелАЗ — 1.
5. 1 2  Разница мячей: Белшина — −13, Динамо-Брест — −14.

## Переходные матчи
| Команда 1           | Итог | Команда 2          | 1-й матч | 2-й матч |
| ------------------- | ---- | ------------------ | -------- | -------- |
| Арсенал (Дзержинск) | 4:5  | Макслайн (Рогачёв) | 3:2      | 1:3      |

## Статистика сезона
| Место | Игрок               | Клуб          | Голы*  |
| ----- | ------------------- | ------------- | ------ |
| 1     | Бобир Абдихоликов   | Энергетик-БГУ | 26 (5) |
| 2     | Владимир Хващинский | Минск         | 20 (1) |
| 3     | Иван Бахар          | Динамо        | 11 (2) |
| 4     | Глеб Жердев         | Славия-Мозырь | 10     |
| 4     | Станислав Драгун    | БАТЭ          | 10     |
| 4     | Даниэль Созах       | Ислочь        | 10 (1) |
| 7     | Максим Скавыш       | Шахтёр        | 9      |
| 7     | Илья Васильев       | Белшина       | 9 (1)  |
| 7     | Павел Савицкий      | Неман         | 9 (2)  |

| Место | Игрок               | Клуб          | Г+П       |
| ----- | ------------------- | ------------- | --------- |
| 1     | Бобир Абдихоликов   | Энергетик-БГУ | 32 (26+6) |
| 2     | Владимир Хващинский | Минск         | 22 (20+2) |
| 3     | Антон Шрамченко     | Минск         | 19 (7+12) |
| 4     | Иван Бахар          | Динамо        | 16 (11+5) |
| 4     | Глеб Жердев         | Славия-Мозырь | 16 (10+6) |
| 6     | Даниэль Созах       | Ислочь        | 14 (10+4) |
| 6     | Максим Скавыш       | Шахтёр        | 14 (9+5)  |
| 8     | Станислав Драгун    | БАТЭ          | 13 (10+3) |
| 8     | Илья Черняк         | Шахтёр        | 13 (7+6)  |
| 8     | Игор Иванович       | Шахтёр        | 13 (7+6)  |

| Место | Игрок               | Клуб          | ГП |
| ----- | ------------------- | ------------- | -- |
| 1     | Антон Шрамченко     | Минск         | 12 |
| 2     | Роман Папарига      | Энергетик-БГУ | 9  |
| 3     | Денис Гречихо       | Динамо        | 8  |
| 4     | Илья Грищенко       | Энергетик-БГУ | 7  |
| 4     | Владислав Малькевич | БАТЭ          | 7  |
| 4     | Алимардон Шукуров   | Неман         | 7  |
| 4     | Юрий Пантя          | Гомель        | 7  |

| Место | Игрок           | Клуб          | СМ |
| ----- | --------------- | ------------- | -- |
| 1     | Андрей Кудравец | БАТЭ          | 14 |
| 2     | Егор Хаткевич   | Динамо        | 13 |
| 3     | Сергей Черник   | Шахтёр        | 11 |
| 3     | Дмитрий Дударь  | Торпедо-БелАЗ | 11 |
| 5     | Артём Макавчик  | Энергетик-БГУ | 10 |

## Призы
Лауреаты сезона-2022 были названы 28 ноября 2022 года на церемонии «Звёздный мяч-2022».
| Приз                        | Обладатель                          |
| --------------------------- | ----------------------------------- |
| Самый полезный футболист    | Бобир Абдихоликов (Энергетик-БГУ)   |
| Лучший футболист            | Бобир Абдихоликов (Энергетик-БГУ)   |
| Лучший вратарь              | Андрей Кудравец (БАТЭ)              |
| Лучший защитник             | Сергей Политевич (Шахтёр)           |
| Лучший полузащитник         | Игор Иванович (Шахтёр)              |
| Лучший нападающий           | Бобир Абдихоликов (Энергетик-БГУ)   |
| Лучший бомбардир            | Бобир Абдихоликов (Энергетик-БГУ)   |
| Лучший тренер               | Артём Радьков (Ислочь)              |
| Лучший главный арбитр       | Виктор Шимусик                      |
| Лучшие помощники арбитра    | Александр Бантеев Юрий Хомченко     |
| «Приз двумя составами»      | Энергетик-БГУ                       |
| «Приз за волю к победе»     | Энергетик-БГУ, Динамо Минск, Шахтёр |
| «Приз зрительских симпатий» | БАТЭ                                |
| «Приз за справедливую игру» | Динамо Минск                        |